# هاري بروكبانك
هاري بروكبانك (بالإنجليزية: Harry Brockbank)‏ هو لاعب كرة قدم بريطاني في مركز الدفاع، ولد في 26 سبتمبر 1998 في بولتن في المملكة المتحدة. لعب مع سالفورد سيتي.